# Iepure polar
Iepurele polar (Lepus arcticus), numit și iepure arctic, este o specie de mamifere din familia iepurilor, Leporidae. Se găsește în Canada și Groenlanda. Uniunea Internațională pentru Conservarea Naturii a clasificat această specie ca fiind neamenințată cu dispariția.

## Taxonomie
Specia Lepus arcticus a fost descrisă în 1819 de către John Ross. Face parte din subgenul Lepus. Unele autorități consideră că iepurele polar (Lepus arcticus) este un sinonim al iepurelui alb (Lepus timidus) și/sau al iepurelui arctic (Lepus othus). Sunt descrise mai multe subspecii ale iepurelui polar, dar s-ar putea ca unele să nu existe:
- L. a. andersoni[1][8]
- L. a. arcticus[2][1][8]
- L. a. bangsii[2][1][8]
- L. a. banksicola[1][8]
- L. a. groenlandicus[2][1][8]
- L. a. hubbardi[1][8]
- L. a. labradorius[1][8]
- L. a. monstrabilis[2][1][8]
- L. a. porsildi[1][8]
- L. a. tschuktschorum[8]

Conform ediției a treia a Mammal Species of the World, singurele subspecii sunt L. a. arcticus, L. a. bangsii, L. a. groenlandicus și L. a. monstrabilis.

## Descriere
Iepurele polar este unul dintre cele mai mari animale din ordinul Lagomorpha. De obicei, lungimea sa este de 43–70 cm, fără a lua în considerare coada de 4,5–10 cm. Cântărește în general 2,5–5,5 kg, dar unii indivizi mari pot ajunge să cântărească 7 kg.

## Răspândire și habitat

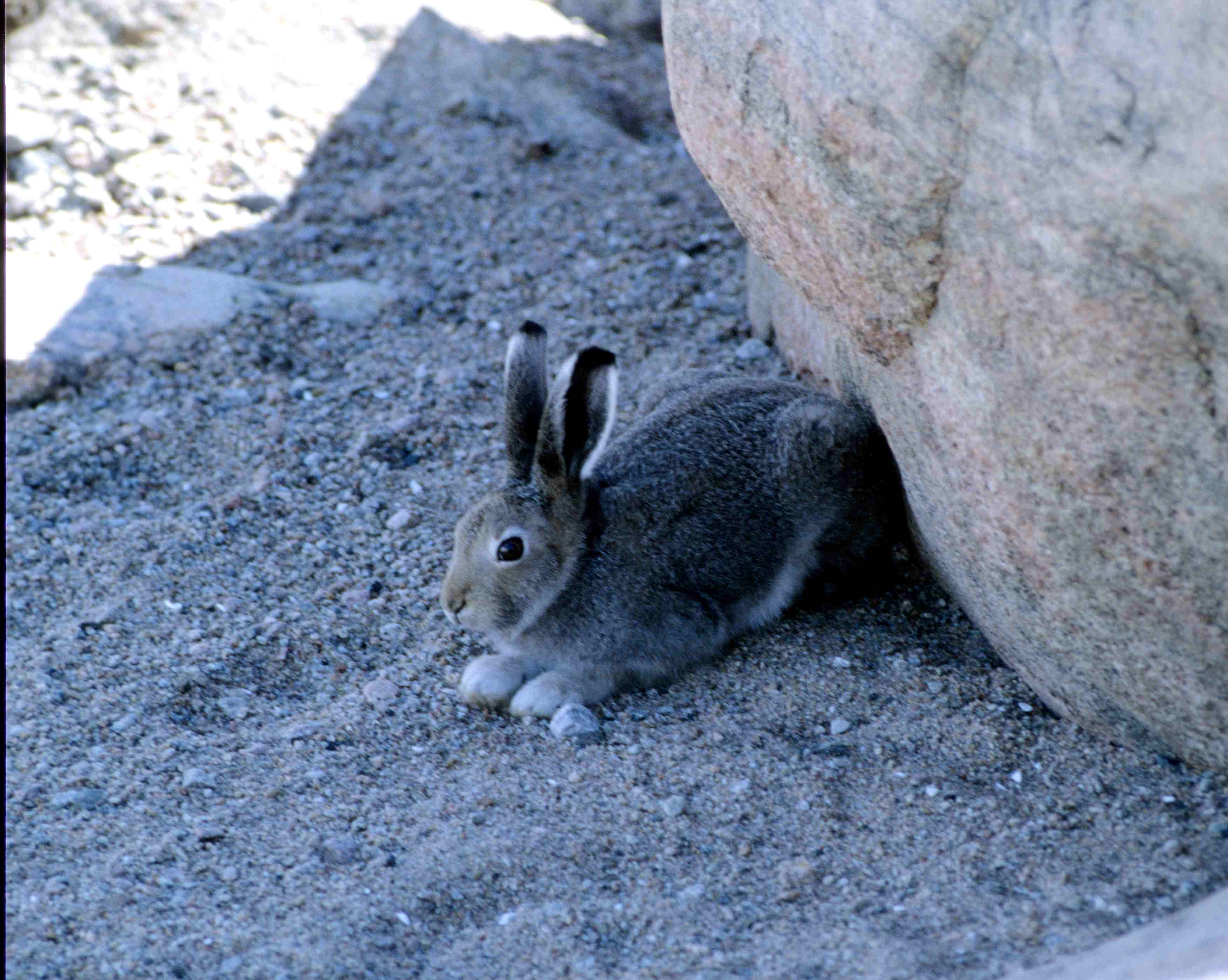
Un iepure polar cu blană de vară

Iepurele polar se găsește în Canada și Groenlanda. Trăiește la altitudini de 0–900 m, în tundre. Apreciază platourile pietroase și coastele de deal în locul terenurilor mlăștinoase plate. Viețuiește la sol, dar se poate întâmplă să utilizeze adăposturi naturale sau mici vizuini săpate în zăpadă cu scopul de a își regla temperatura corporală.

## Prădători
Printre prădătorii cunoscuți ai iepurelui polar se numără vulpea polară, vulpea roșie, lupul, puma, râsul canadian, hermina, bufnița polară, șoimul de vânătoare, șorecarul încălțat și ocazional omul.

## Stare de conservare
Cu toate că nu există sau există puțină monitorizare a populației de iepuri polari, iepurele polar este răspândit la nivel larg, iar populația pare per total sănătoasă, dar o mică parte din iepuri sunt utilizați de oameni pentru blana și carnea lor. Este posibil ca populațiile din sud să fie amenințate de pierderea habitatului, dar această informație este incertă. Uniunea Internațională pentru Conservarea Naturii a clasificat această specie ca fiind neamenințată cu dispariția.